# Gerhard Marcel Martin
Gerhard Marcel Martin (* 21. März 1942 in Düsseldorf) ist ein deutscher evangelischer Praktischer Theologe und emeritierter Hochschullehrer.

## Werdegang
Martin studierte Evangelische Theologie und Philosophie in Wuppertal, Tübingen, Heidelberg und Bonn. 1964 unternahm er eine fünfmonatige Studienreise durch den Vorderen Orient. Er schloss sein Studium 1967 mit der ersten theologischen Prüfung bei der Evangelischen Kirche im Rheinland ab. Von 1970 bis 1975 arbeitete er als Wissenschaftlicher Assistent am Fachbereich Evangelische Theologie der Tübingen am Lehrstuhl Jürgen Moltmann. Dort promovierte er im Jahre 1973 über das Thema Dezisionismus in der Theologie Rudolf Bultmanns? Theologische, anthropologische und logische Probleme der theologischen Rede von „Entscheidung“ zum Doktor der Theologie. Daran schloss sich 1973/74 ein Studienjahr mit Lehraufträgen in New York (Union Theological Seminary) und St. Louis, verbunden mit dem Studium der „art of moving“ bei Katya Delakova, New York an. Seitdem arbeitet er in Kooperation mit Künstlern, Pädagogen, Psychologen und Theologen an der Entwicklung des Bibliodramas als ganzheitlichem und mehrdimensionalem Zugang zu biblischen Texten.
Von 1975 bis 1982 war er Studienleiter und später stellvertretender Direktor an der Evangelischen Akademie Arnoldshain. 1976 legte er die 2. Theologische Prüfung bei der Evangelischen Kirche in Hessen und Nassau ab und wurde zum Pfarrer ordiniert. Von 1982 bis 2007 war er Professor für Praktische Theologie an der Philipps-Universität Marburg, seit dem Sommersemester 1999 auch Universitätsprediger. In den Jahren 2006–2008 war er Gastprofessor an der (buddhistischen) Ōtani-Universität Kyoto in Japan.

## Arbeitsschwerpunkte
G.M. Martin befasst sich insbesondere mit Fragen der mehrdimensionalen Hermeneutik religiöser und literarischer Texte, entwickelte in Deutschland maßgeblich das Bibliodrama mit, forscht zu Fragen der Spiritualität und fördert und beschäftigt sich mit den Beziehungen zwischen Theologie, Tiefenpsychologie und Ästhetik.

## Publikationen
Monografien
- „Wir wollen hier auf Erden schon …“ Das Recht auf Glück, Stuttgart 1970
- Fest und Alltag. Bausteine zu einer Theorie des Festes, Stuttgart 1973 (amerikanisch Philadelphia 1976; koreanisch Seoul 1985)
- Vom Unglauben zum Glauben. Zur Theologie der Entscheidung bei Rudolf Bultmann, Zürich 1976
- Hautnah Amerika. Profane und religiöse Erfahrungen, München 1977
- Hoffnung weltweit. Impulse und Texte aus Bangalore, Frankfurt a.M. 1979
- Kunst-stücke. Zum Dialog zwischen Kunst und Glaube, München 1981
- Weltuntergang. Gefahr und Sinn apokalyptischer Visionen, Stuttgart 1984 (japanisch Tokyo 1997)
- Werdet Vorübergehende. Das Thomas-Evangelium zwischen Alter Kirche und New Age, Stuttgart 1988
- Vogel-frei. Drehmomente der Christus-Begegnung, Stuttgart 1992
- Sachbuch Bibliodrama. Praxis und Theorie, Stuttgart 1995, 2001 (2., aktualisierte und erweiterte Auflage) (3. überarbeitete Auflage, Berlin 2011) (ungarisch: Bibliodráma. Gyakorlat és elmélet 2003) (finnisch: Pyhä ja karkea bibliodraama - teoria ja käytäntö. Suomen Pipliaseura 2007) (koreanisch: Lapis Press Seoul 2010)
- Das Thomas-Evangelium. Ein spiritueller Kommentar, Stuttgart 1998
- Predigt und Liturgie ästhetisch. Wahrnehmung – Kunst – Lebenskunst, Stuttgart 2003
- Was es heißt: Theologie treiben, Stuttgart 2005
- Buddhismus krass. Botschaften der japanischen Hijiri-Mönche, München 2010
- Apokalypse. Weltuntergang – innen und außen, Marburg 2012 (6. Auflage 2018)
- Lebensräume – Gottesräume. Praktisch-theologische Themenfelder in enzyklopädischer Perspektive, Stuttgart 2017

Aufsätze und andere
- G.M. Martin Aufsätze